# Stretto di Apolima

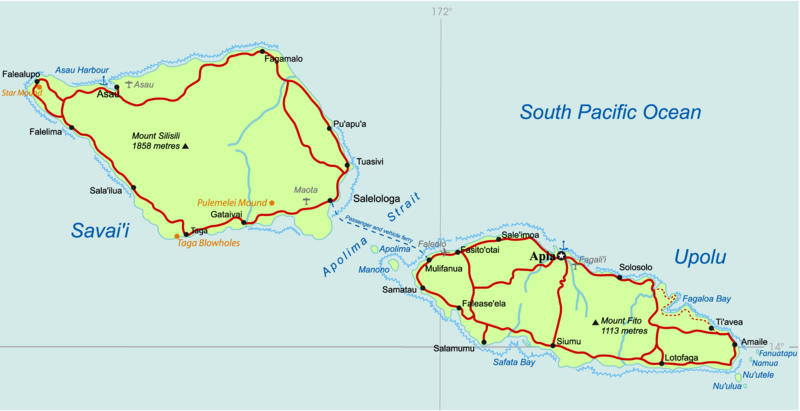
Mappa dello stretto di Apolima

 Lo stretto di Apolima è di circa 13 km di larghezza e separa le due più grandi isole di Samoa: Savai'i a nord-ovest e Upolu a sud-est.
Tre piccole isole si trovano nello stretto, Manono e Apolima, che hanno insediamenti, e un piccolo isolotto disabitato chiamato Nuʻulopa.

## Le isole dello stretto

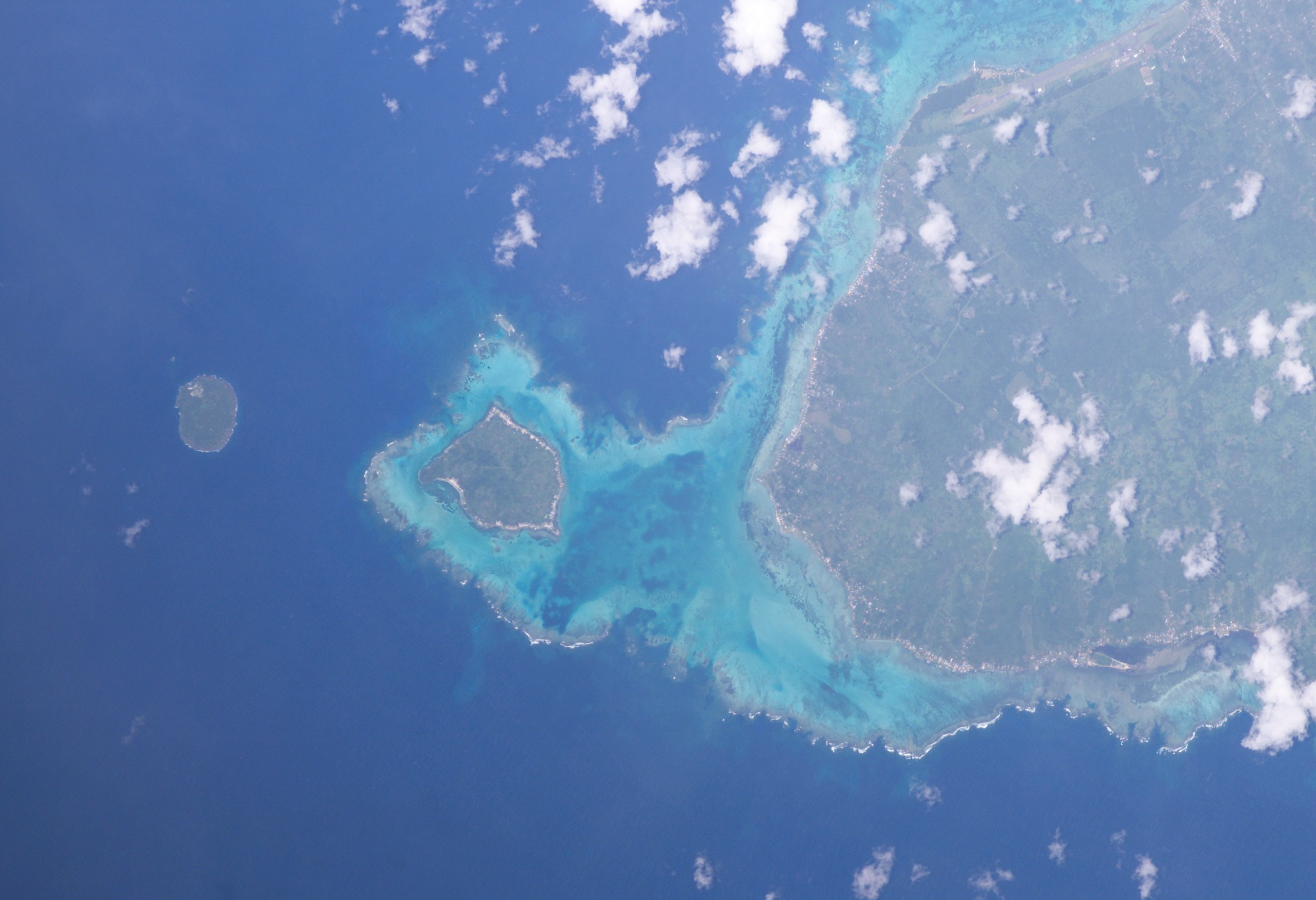
Lo stretto di Apolima con Manono al centro, Upolu a destra e Apolima a sinistra

Manono è circa 3 miglia al largo della costa occidentale dell'isola di Upolu; Apolima si trova circa alla metà dello stretto, mentre Nu'ulopa è un affioramento roccioso molto piccolo con palme e circondata da una riserva di tartarughe.
I principali mezzi di trasporto tra le due grandi isole sono traghetti passeggeri e auto, gestiti dal governo di Samoa, che attraversano lo stretto da Mulifanua su Upolu a Salelologa su Savai'i. Il traghetto impiega circa 90 minuti nella traversata.